# Massimo Bonini
Massimo Bonini (* 13. Oktober 1959 in San Marino Stadt) ist ein ehemaliger san-marinesischer Fußballspieler, -trainer und Sportfunktionär. Er gilt bis heute als einer der besten und erfolgreichsten san-marinesischen Fußballspieler der Geschichte.

## Karriere

### Im Verein
Die Karriere des blonden Mittelfeldspielers begann 1977 im in der Nähe seiner san-marinesischen Heimat gelegenen Bellaria-Igea Marina bei der AC Bellaria Igea Marina in der Serie D. Nach kurzfristigen Engagements bei der AS Forlì und der AC Cesena wechselte er 1981 zum italienischen Rekordmeister Juventus Turin. Mit diesem Club gewann Massimo Bonini in den Jahren 1982, 1984 und 1986 den Scudetto, die italienische Meisterschaft sowie 1983 die Coppa Italia. Seinen ersten internationalen Titel erreichte er 1984 nach dem 2:1-Finalerfolg seines Teams gegen den FC Porto im Europapokal der Pokalsieger. Am 29. Mai 1985 stand Bonini im Endspiel um den Europapokal der Landesmeister gegen den FC Liverpool (1:0) und wurde Augenzeuge der Katastrophe von Heysel, als nach Ausschreitungen von Hooligans 39 Menschen ums Leben kamen.
Als Nachfolger von Giuseppe Furino bei Juventus hatte Bonini von Beginn an auch individuellen Erfolg: So wurde er 1983 als bester europäischer Nachwuchsspieler mit der Trofeo Bravo ausgezeichnet. Im Star-Ensemble um Michel Platini, Zbigniew Boniek, Gaetano Scirea und Paolo Rossi verteidigte er über Jahre seinen Stammplatz. Insgesamt bestritt er 296 Spiele für Juventus und erzielte dabei sechs Tore. Seine Karriere ließ er zwischen 1988 und 1993 beim FC Bologna ausklingen, wo ihm in 112 Spielen weitere fünf Treffer gelangen.

### In der Nationalmannschaft
Massimo Bonini spielte insgesamt neun Mal in der U-21-Auswahl des italienischen Verbandes. A-Länderspiele für Italien durfte er wegen seiner Herkunft aus San Marino nicht bestreiten. Zwischen 1990 und 1995 absolvierte er 19 Länderspiele für San Marino.

### Als Trainer
Nach seinem Rücktritt vom aktiven Sport war Massimo Bonini zwischen 1996 und 1998 Trainer der san-marinesischen Fußballnationalmannschaft. Zwischen 1998 und 2000 arbeitete er als Jugendtrainer bei der AC Cesena, danach arbeitete er als Sportdirektor für den emilianischen Klub.

## Erfolge
Im Jahr 2004 erhielt er vom Fußballverband San Marinos den Goldenen Ball. Mit dieser Ehrung war die Wahl zum besten Fußballspieler seines Landes im Zeitraum zwischen 1954 und 2003 verbunden.
- Italienische Meisterschaft: 1981/82, 1983/84 1985/86
- Coppa Italia: 1982/83
- Europapokal der Pokalsieger: 1983/84
- UEFA Super Cup 1984
- Europapokal der Landesmeister: 1984/85
- Weltpokalsieger: 1985